# مايك سميث (مغن مؤلف)
مايك سميث (بالإنجليزية: Mike Smith)‏ هو مغن مؤلف أمريكي، ولد في 3 أكتوبر 1939.